# کرودرز (کالیفرنیا)
کرودرز (به انگلیسی: Caruthers) یک منطقهٔ مسکونی در ایالات متحده آمریکا است که در شهرستان فرسنو، کالیفرنیا واقع شده‌است. کرودرز ۵٫۲۳۸ کیلومتر مربع مساحت و ۲٬۴۹۷ نفر جمعیت دارد و ۷۵ متر بالاتر از سطح دریا واقع شده‌است.